# Archieparchia połocka (unicka)

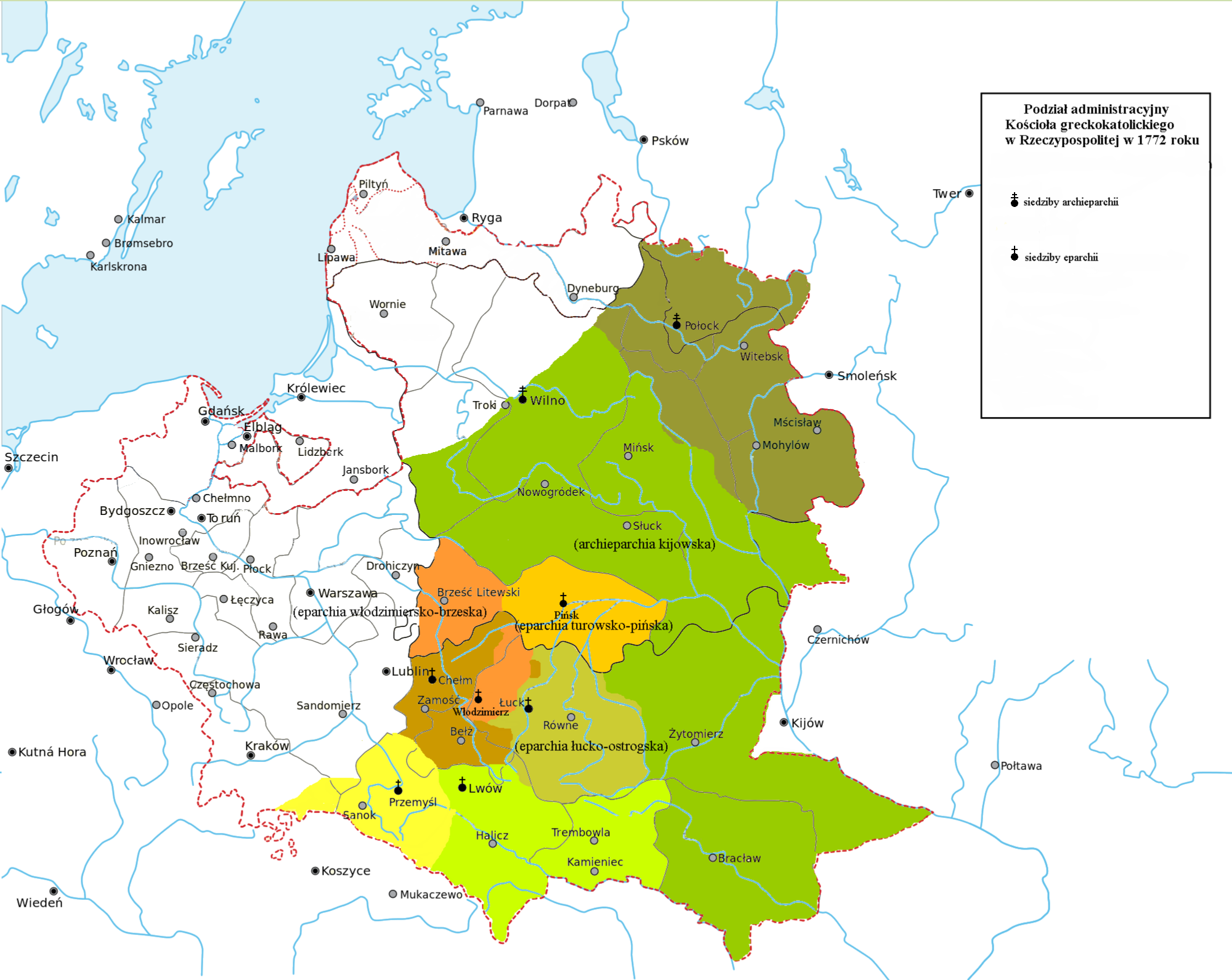
Podział administracyjny Kościoła greckokatolickiego w Polsce w 1772 roku

Archieparchia połocka – archieparchia (archidiecezja) Kościoła unickiego, powstała w 1596 r. w wyniku formalnego przyjęcia unii brzeskiej przez prawosławną archieparchię połocką. W następstwie rozbiorów Rzeczypospolitej stała się jednostką administracyjną Kościoła greckounickiego w Imperium Rosyjskim. Zlikwidowana w wyniku synodu połockiego ukazem z 14 marca 1839.

## Obszar
Archieparchia obejmowała województwa połockie, witebskie, mścisławskie oraz księstwo Kurlandii i Semigalii.

## Główna świątynia
Kościołami katedralnymi były Sobór św. Zofii w Połocku i Sobór Zaśnięcia Najświętszej Maryi Panny w Witebsku. 

## Arcybiskupi ordynariusze
Arcybiskupi mieli tytuły połocki, witebski, mścisławski, a także czasami orszański i mohylewski.
- 1595–1600/1601 Herman Zahorski
- 1601–1618 Gedeon Brolnicki
- 1618–1623 Jozafat Kuncewicz
- 1624–1655 Anastazy Antoni Sielawa
- 1655–1674 Gabriel Kolenda
- 1674–1693 Cyprian Żochowski
- 1697–1707 Marcjan Michał Białłozor
- 1710–1714 Sylwester Pieszkiewicz
- 1715–1762 Florian Hrebnicki
- 1762–1784 Jason Junosza Smogorzewski
- 1784–1809 Herakliusz Lisowski
- 1809–1826 Jan Krassowski
- 1826–1833 Jakub Martusiewicz
- 1833–1838 Jozafat Bułhak

## Biskupi koadiutorzy
- 1617–1618 Jozafat Kuncewicz
- 1643–1651 Nicefor Łosowski
- 1653–1655 Gabriel Kolenda
- 1752–1762 Jason Junosza Smogorzewski